# Wierch Kuca
Wierch Kuca (1305 m) – reglowy szczyt w grzbiecie oddzielającym Dolinę Lejową od Doliny Chochołowskiej w polskich Tatrach Zachodnich. Od znajdującej się poniżej w tym grzbiecie Zadniej Rosochy (1271 m) oddziela go Lejowe Siodło (1245 m), od znajdującego się powyżej Wierchu Spalenisko (1324 m) – nieznaczne Huciańskie Siodło. Wierch Kuca jest zwornikiem – w zachodnim kierunku poprzez przełączkę Klinowe Siodło odchodzi od niego krótki grzbiet łączący go z Klinową Czubą (1276 m). Grzbiet ten oddziela od siebie dwie doliny będące bocznymi odnogami Doliny Chochołowskiej: Wielką Suchą Dolinę i Dolinę Huciańską. Wierch Kuca wznosi się zatem nad trzema dolinami.
Przez szczyt nie prowadzi żaden szlak turystyczny. Jest całkowicie porośnięty lasem i tylko na stokach od strony Doliny Lejowej znajduje się niewielka Polana Kuca, na której odbywa się wypas kulturowy.

## Przypisy

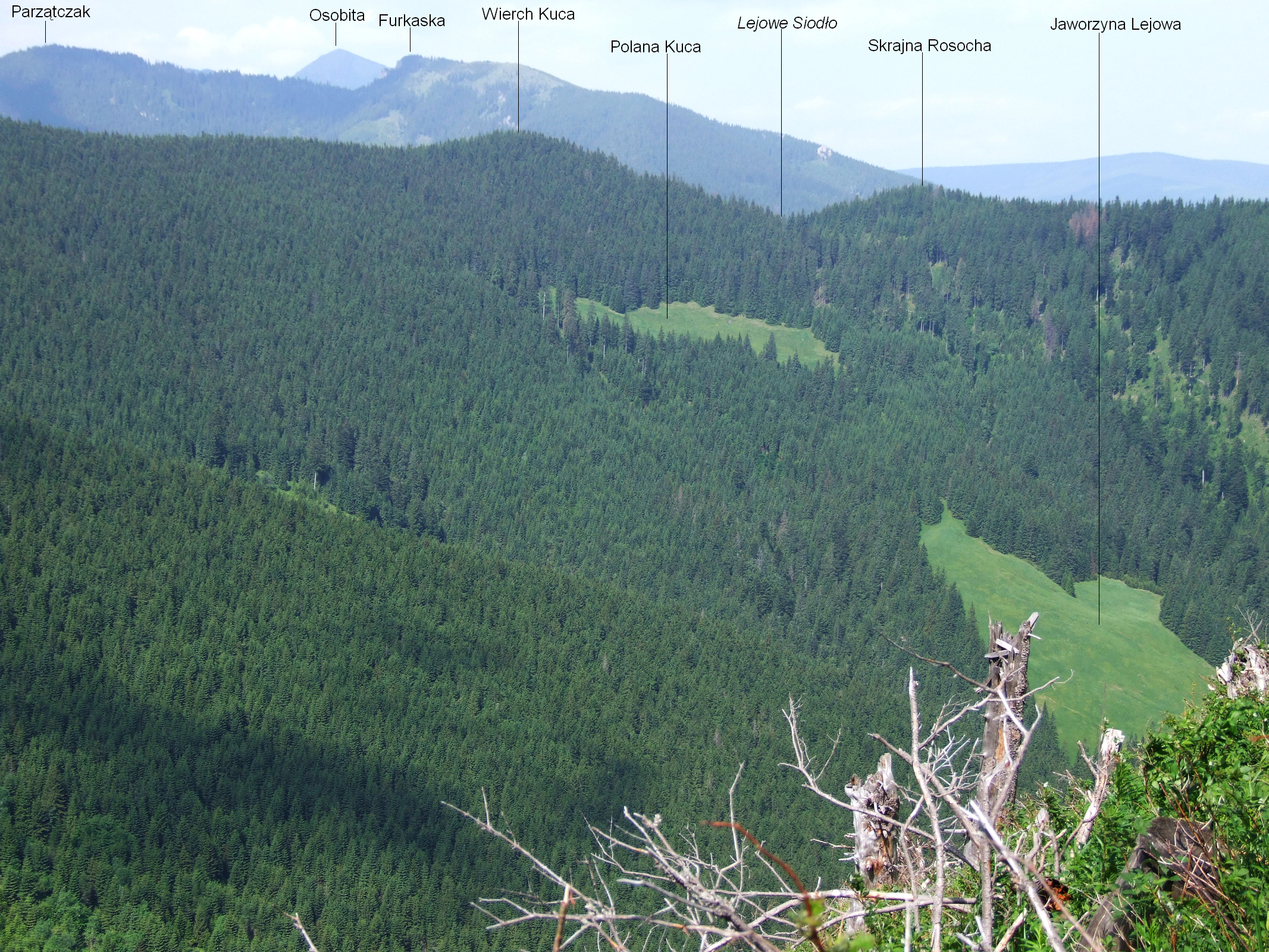
Wierch Kuca pośrodku zdjęcia